# Schwerter von Kadesia

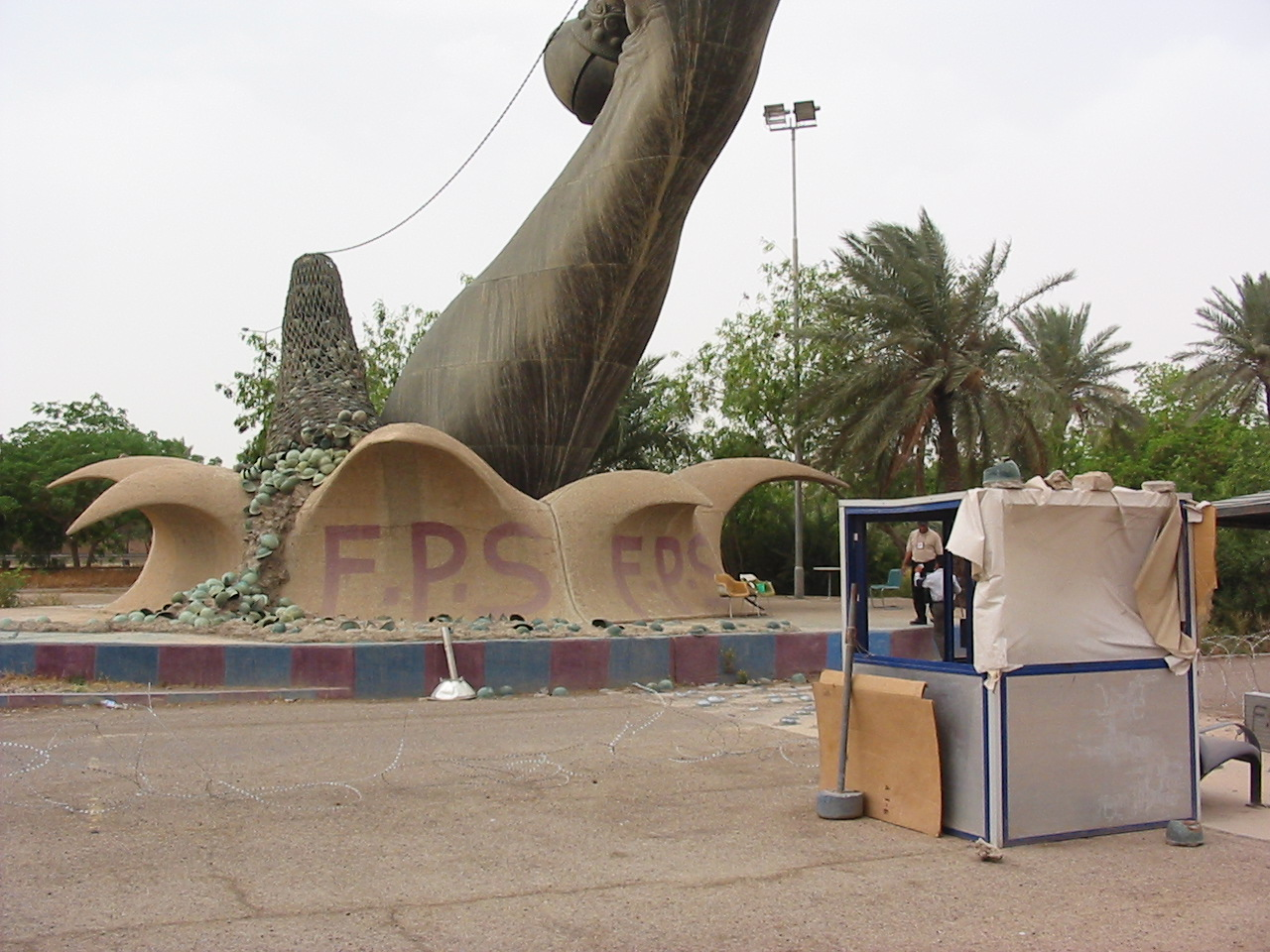
Helme von im Ersten Golfkrieg getöteten iranischen Soldaten

Die Schwerter von Kadesia oder Schwerter des Sieges (arabisch قوس النصر, DMG Qaus an-naṣr ‚Triumphbogen‘) sind ein 1989 errichtetes Monument in Bagdad, bestehend aus zwei gleichartigen Triumphbögen, die im Abstand von etwa 650 Metern an beiden Enden der großen Paradestraße stehen. Jeder Bogen besteht aus zwei 43 Meter langen Schwertern, die von zwei aus dem Boden ragenden Armen gehalten werden und sich in 40 Metern Höhe nahe ihren Spitzen kreuzen. Der Name des Monuments ist eine Anspielung auf den Sieg der muslimischen Araber gegen die Sassaniden in der Schlacht von Kadesia.
Die vier Stahlschwerter wurden aus den Resten irakischer Waffen und Panzer aus dem Ersten Golfkrieg gegen den Iran gegossen. Fertiggestellt wurde das Bauwerk im Jahre 1989. Maßgeblich an der Umsetzung beteiligt war die deutsche Firma „H+H Metallform“ aus dem westfälischen Drensteinfurt, das Stützgerüst der Hände und die Schwerter (aus Edelstahl) kommen aus Deutschland, die Außenkontur der Hände aus Bronze wurde in England gegossen.
Die Arme des Monumentes, die die Schwerter überkreuzt halten, sind eine Kopie der Arme von Saddam Hussein, sogar seine Fingerabdrücke sollen originalgetreu wiedergegeben sein, was bei der Diskussion, ob es sich bei dem am 13. Dezember 2003 festgenommenen Mann um einen Doppelgänger Husseins handelt, für Aufsehen sorgte, da die Gießerei in England immer noch den Daumenabdruck von Saddam Hussein als Auftraggeber des Monuments als Kopie hatte.
An jedem Sockel sind 2500 teilweise durchschossene Helme von im Ersten Golfkrieg getöteten iranischen Soldaten angebracht. Iranische Helme sind auch in den Aufpflasterungsstreifen unterhalb der Schwerter verwendet.
Das Monument befindet sich in der sogenannten „Grünen Zone“ von Bagdad. Anfängliche Pläne der irakischen Regierung, das Monument abzureißen, wurden später aufgegeben. Stattdessen begann man im Februar 2011 mit der Restaurierung der Schwerter.